# Проективна идентификация
Проективна идентификация (или ПИ) е термин за първи път представен от Мелани Клайн, която е от школата на обектните отношения на психоаналитичното мислене през 1946 г. Тя го свързва с психологически процес, в който личност е заета със защитния механизъм на егото, проекция по такъв начин, че поведението и към обекта на проекция извиква нея точно проектираните мисли, чувства или поведения.
Проективната идентификация се различава поради това, че е самоизпълняващо се пророчество, съгласно което личността, вярваща в нещо измислено за друга, го свързва с тази друга личност по такъв начин, че другата личност променя своето поведение, за да направи вярването в истинско. Втората личност е повлияна от проекцията и започва да се държи сякаш наистина е характеризиран от проектираните мисли или вярвания. Това е процес, който основно се извършва неосъзнато и в двете личности, макар това да се обсъжда.
Пример за проективна идентификация е когато параноидните шизофреници, които развиват илюзии, че да преследвани от полицията; страхувайки се от полицията, той започва да действа скрито и тревожно в близост до полицай и по този начин предизвиква подозрителността на полицая, който започват да го оглеждат, за да го арестуват.